# Renault R 312
Renault R 312 är en serie bussar från Renault.
Serien ersatte Renault SC 10 och tillverkades från 1987 till 1996.
Motorn är en 6-cylindrig turbodieselmotor på 9,8 liter, som finns i två versioner med 152 kW (207 hk) resp. 187 kW (254 hk).
Serien ersattes 1996 av Renault Agora.
- Wikimedia Commons har media som rör Renault R 312.